# Campeonato Mundial de Ciclismo BMX de 1997
El II Campeonato Mundial de Ciclismo BMX se celebró en Saskatoon (Canadá) entre el 23 y el 27 de julio de 1997 bajo la organización de la Unión Ciclista Internacional (UCI) y la Federación Canadiense de Ciclismo.

## Resultados

### Masculino
| Evento  | Oro                        | Plata                      | Bronce                       |
| ------- | -------------------------- | -------------------------- | ---------------------------- |
| Carrera | John Purse Estados Unidos  | Greg Romero Estados Unidos | Matthew Hadan Estados Unidos |
| Cruiser | Christophe Lévêque Francia | Neal Wood Reino Unido      | Dale Holmes Reino Unido      |

### Femenino
| Evento  | Oro                            | Plata                         | Bronce                         |
| ------- | ------------------------------ | ----------------------------- | ------------------------------ |
| Carrera | Michelle Cairns Estados Unidos | Karien Gubbels · Países Bajos | Marie McGilvary Estados Unidos |

## Medallero
| Núm. | País           | Oro | Plata | Bronce | Total |
| ---- | -------------- | --- | ----- | ------ | ----- |
| 1    | Estados Unidos | 2   | 1     | 2      | 5     |
| 2    | Francia        | 1   | 0     | 0      | 1     |
| 3    | Reino Unido    | 0   | 1     | 1      | 2     |
| 4    | Países Bajos   | 0   | 1     | 0      | 1     |
|      | TOTAL          | 3   | 3     | 3      | 9     |